# Sự kiện Vịnh Bắc Bộ
Sự kiện Vịnh Bắc Bộ (tiếng Anh: Gulf of Tonkin incident) là một cuộc chạm trán tầm cỡ quốc tế dẫn tới việc Hoa Kỳ tham gia trực tiếp hơn vào cuộc Chiến tranh Việt Nam. Sự kiện bao gồm hai cuộc đụng độ; sự kiện lần đầu, được chứng minh là đã xảy ra, vào ngày 2 tháng Tám năm 1964, là do quân đội Việt Nam Dân chủ Cộng hòa (VNDCCH) tiến hành để đáp lại những chiến dịch ngầm của Mỹ ở vùng vịnh. Một cuộc đụng độ thứ hai, từng được cho là đã xảy ra vào ngày 4 tháng Tám năm 1964, là giữa tàu của VNDCCH và Hoa Kỳ trong vùng biển vịnh Bắc Bộ. Hoa Kỳ ban đầu đổ lỗi cho VNDCCH cho cả hai sự kiện. Điều tra sau này cho thấy cuộc tấn công lần thứ hai chưa từng xảy ra; báo cáo của hải quân Mỹ đã dựa trên hầu hết các tín hiệu liên lạc đã bị họ diễn giải sai.
Vào ngày 2 tháng Tám năm 1964, tàu khu trục USS Maddox, khi đang thực hiện tuần tra tình báo tín hiệu, một phần trong các chiến dịch DESOTO, đã bị ba tàu phóng lôi P-4 của đội Ngư lôi 135 của Hải quân Nhân dân Việt Nam tiếp cận. Tàu Maddox đã bắn các phát súng cảnh cáo, và những tàu phía Việt Nam tấn công lại bằng ngư lôi và súng máy. Trong cuộc giao tranh sau đó, một máy bay Hoa Kỳ (được phóng từ tàu sân bay USS Ticonderoga) bị hư hại, ba tàu phóng lôi của VNDCCH bị hư hại, và bốn thủy thủ Việt Nam thiệt mạng, cùng với sáu người khác bị thương. Không có thương vong về người bên phía Hoa Kỳ. Tàu Maddox đã "bình an vô sự ngoại trừ một lỗ đạn duy nhất từ loạt đạn súng máy của Việt Nam".
Vào ngày 4 tháng Tám năm 1964, tàu khu trục USS Turner Joy tham gia cùng tàu Maddox trong một nhiệm vụ DESOTO khác. Tối hôm đó, các con tàu đã khai hỏa dựa vào thông tin phản hồi từ sóng radar và sonar; trước đó có thông báo lực lượng Hoa Kỳ đã ngăn chặn và thu nhận các tín hiệu liên lạc và tuyên bố một cuộc tấn công sắp sửa xảy ra. Chỉ huy của lực lượng đặc nhiệm Maddox, Đại úy John Herrick, báo cáo rằng các tàu Mỹ đang bị tấn công bởi những tàu chiến Việt Nam, trong khi trên thực tế không có tàu nào của Việt Nam hiện diện ở đó. Mặc dù Herrick sớm nghi ngờ ghi nhận ban đầu của lực lượng đặc nhiệm về cuộc tấn công, tổng thống Mỹ Johnson đã dựa vào các liên lạc của Cơ quan An ninh Quốc gia được thu nhận và diễn giải sai lệch để kết luận rằng cuộc tấn công là có thật, và dựa vào đó để mở màn chiến dịch không kích tấn công vào VNDCCH.
Mặc dù có người bày tỏ nghi ngờ liên quan đến cuộc tấn công thứ hai từ năm 1964, nhưng phải đến nhiều năm sau đó mới được kết luận rằng vụ việc chưa bao giờ xảy ra. Trong bộ phim tài liệu Sương mù Chiến tranh (The Fog of War) năm 2003, cựu Bộ trưởng Quốc phòng Hoa Kỳ Robert S. McNamara thừa nhận rằng có một cuộc tấn công vào tàu USS Maddox xảy ra vào ngày 2 tháng Tám, nhưng cuộc tấn công ngày 4 tháng Tám, được Washington dựa vào để cho phép trả đũa VNDCCH, đã chưa bao giờ xảy ra. Năm 1995, McNamara gặp cựu Đại tướng Quân đội Nhân dân Việt Nam Võ Nguyên Giáp để hỏi chuyện xảy ra vào ngày 4 tháng Tám năm 1964. Ông Giáp nói "Hoàn toàn chẳng có gì xảy ra cả". Ông Giáp cho rằng vụ tấn công chỉ là tưởng tượng. Năm 2005, một nghiên cứu lịch sử nội bộ của Cơ quan An ninh Quốc gia đã được giải mật; nó kết luận rằng Maddox đã giao chiến với Hải quân Nhân dân Việt Nam vào ngày 2 tháng Tám, nhưng sự kiện ngày 4 tháng Tám là dựa trên thông tin tình báo kém chất lượng của Hải quân Mỹ và các thông tin liên lạc của VNDCCH đã bị trình bày sai.
Kết quả của hai cuộc đối đầu này là việc Quốc hội Hoa Kỳ thông qua Nghị quyết vịnh Bắc Bộ, trao cho Tổng thống Hoa Kỳ Lyndon B. Johnson quyền hỗ trợ bất kỳ quốc gia Đông Nam Á nào có chính phủ được coi là bị đe dọa bởi "sự xâm lược của cộng sản". Nghị quyết này có vai trò như một sự biện minh hợp pháp cho Johnson để ông triển khai các lực lượng quân sự của Hoa Kỳ và bắt đầu chiến tranh rộng rãi chống lại VNDCCH.

## Bối cảnh

Hội nghị Genevè

Hội nghị Genève năm 1954 nhằm giải quyết các vấn đề còn tồn tại sau khi Pháp và Việt Minh chấm dứt thù địch vào cuối Chiến tranh Đông Dương Lần thứ Nhất. Cả Hoa Kỳ và Quốc gia Việt Nam đều không ký kết bất cứ điều khoản gì tại Hội nghị Geneva 1954. Các hiệp định, được ký kết bởi các bên tham gia khác bao gồm Việt Minh, quy định một ranh giới ngừng bắn tạm thời, chia cắt miền Nam và miền Bắc Việt Nam do Quốc gia Việt Nam và Việt Minh lần lượt quản lý. Hiệp định kêu gọi một cuộc tổng tuyển cử vào tháng Bảy năm 1956 để thành lập một nhà nước Việt Nam thống nhất. Các hiệp định cho phép người dân tự do di chuyển giữa miền Bắc và miền Nam trong ba trăm ngày. Các hiệp định cũng cấm sự can thiệp chính trị của các quốc gia khác trong khu vực, thành lập chính phủ mới mà không có những cuộc bầu cử đã được quy định, và sự hiện diện quân sự của nước ngoài.:11 Đến năm 1961, Tổng thống Việt Nam Cộng hoà Ngô Đình Diệm đã phải đối mặt với sự bất bình đáng kể của một vài phần dân số miền Nam, trong đó có một số Phật tử chống lại chế độ cai trị của những người ủng hộ Diệm theo Công giáo. Các cán bộ chính trị của Việt Minh, những người đang hoạt động hợp pháp cho sự tiến hành của các cuộc bầu cử đã được hứa từ năm 1955 đến 1957, đã bị chính phủ đàn áp. Vào tháng Ba năm 1956, giới lãnh đạo Việt Nam Dân chủ Cộng hòa đã thông qua các biện pháp dự kiến sẽ phục hồi cuộc nổi dậy ở miền Nam vào tháng Mười Hai năm 1956.:67 Một cuộc nổi dậy do cộng sản lãnh đạo bắt đầu chống lại chính phủ của Diệm vào tháng Tư năm 1957. Đảng Cộng sản Việt Nam thông qua một "cuộc chiến tranh nhân dân" ở miền Nam tại một phiên họp vào tháng Một năm 1959,:119–120 và vào ngày 28 tháng Bảy, các lực lượng Việt Nam Dân chủ Cộng hòa xâm nhập Lào để duy trì và nâng cấp đường mòn Hồ Chí Minh, hỗ trợ quân nổi dậy ở miền Nam.:26 Cuộc nổi dậy, do Mặt trận Dân tộc Giải phóng miền Nam Việt Nam (Việt Cộng) đứng đầu dưới sự chỉ đạo của Việt Nam Dân chủ Cộng hòa, đã bùng phát dữ dội vào năm 1961. Khoảng 40.000 chiến sĩ cộng sản đã xâm nhập vào miền Nam từ năm 1961 đến năm 1963.:76
Sự kiện Vịnh Bắc Bộ xảy ra trong năm đầu tiên của chính quyền Johnson. Trong khi Tổng thống Hoa Kỳ John F. Kennedy ban đầu ủng hộ chính sách gửi các cố vấn quân sự cho Diệm, ông đã bắt đầu thay đổi suy nghĩ của mình vì những gì ông cho là sự thiếu cẩn trọng của chính quyền Sài Gòn và việc họ không có khả năng và không sẵn sàng thực hiện những cải cách cần thiết (dẫn đến một cuộc đảo chính do Hoa Kỳ hỗ trợ với kết quả là cái chết của ông Diệm). Ngay trước khi Kennedy bị ám sát vào tháng Mười Một năm 1963, ông đã bắt đầu triệu hồi các lực lượng Hoa Kỳ một cách hạn chế. Các quan điểm của Johnson khó có thể làm rõ, nhưng ông đã ủng hộ việc leo thang quân sự như một biện pháp chống lại những gì ông cho là chính sách bành trướng của Liên Xô. Chính sách ngăn chặn thời Chiến tranh Lạnh sẽ chuẩn bị được áp dụng để ngăn chặn sự sụp đổ của Đông Nam Á vào tay chủ nghĩa cộng sản như thuyết domino đã nêu lên. Sau vụ ám sát Kennedy, Johnson ra lệnh điều thêm lực lượng Hoa Kỳ hỗ trợ chính quyền Sài Gòn, bắt đầu sự hiện diện kéo dài của Hoa Kỳ ở Đông Nam Á.

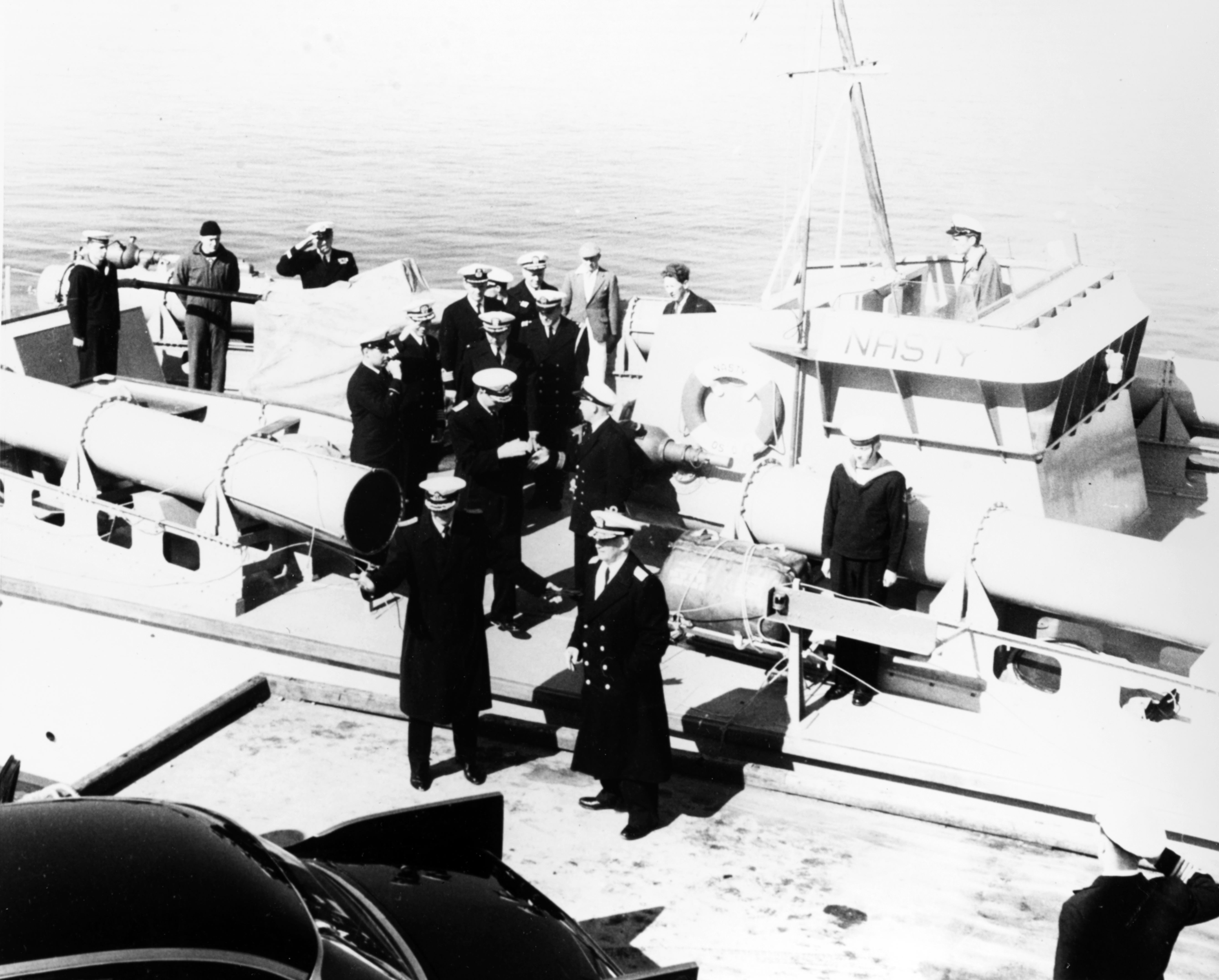
Tàu phóng lôi có động cơ Nasty của Na Uy

Một chương trình tuyệt mật về các chiến dịch bí mật chống lại miền Bắc Việt Nam, được gọi là Kế hoạch Chiến dịch 34-Alpha, kết hợp với các chiến dịch DESOTO, đã bắt đầu dưới sự quản lý của Cục Tình báo Trung ương (CIA) vào năm 1961. Năm 1964, chương trình được chuyển giao cho Bộ Quốc phòng và do Nhóm Nghiên cứu và Quan sát thuộc Bộ Chỉ huy Viện trợ Quân sự Mỹ tại Việt Nam (MACV-SOG) thực hiện. Đối với phần đường thủy của chiến dịch bí mật, một bộ tàu tuần tra nhanh đã được âm thầm mua từ Na Uy và gửi đến miền Nam Việt Nam. Năm 1963, ba thuyền trưởng trẻ người Na Uy đi thực hiện một nhiệm vụ ở miền Nam Việt Nam. Họ được tuyển dụng bởi sĩ quan tình báo Na Uy Alf Martens Meyer. Martens Meyer, người đứng đầu bộ phận nhân viên tình báo quân đội, đã hoạt động thay mặt cho tình báo Hoa Kỳ. Ba thuyền trưởng không biết Meyer thực sự là ai khi họ đồng ý làm công việc có họ liên quan trong các nhiệm vụ phá hoại chống lại miền Bắc Việt Nam.
Mặc dù các thuyền được điều khiển bởi những nhân viên hải quân Việt Nam Cộng hoà, mỗi nhiệm vụ là do Đô đốc Grant Sharp Jr. trực tiếp phê duyệt, thuộc Bộ Tư lệnh Thái Bình Dương Hoa Kỳ (United States Pacific Command - USPACOM) ở Honolulu, theo lệnh Nhà Trắng. Sau khi các cuộc tấn công ven biển bắt đầu, Hà Nội, thủ đô của Việt Nam Dân chủ Cộng hòa (VNDCCH), đã nộp đơn khiếu nại lên Ủy ban Kiểm soát Quốc tế (ICC), được thành lập vào năm 1954 để giám sát các điều khoản của Hiệp định Genève, nhưng Hoa Kỳ phủ nhận bất kỳ dính líu nào. Bốn năm sau, Bộ trưởng McNamara thừa nhận trước Quốc hội rằng các tàu Hoa Kỳ trên thực tế đã hợp tác với Việt Nam Cộng hòa tấn công chống lại VNDCCH.
Năm 1962, Hải quân Hoa Kỳ bắt đầu chương trình hỗ trợ tác chiến điện tử (thu thập thông tin tình báo), được thực hiện bằng các cuộc tuần tra khu trục hạm ở tây Thái Bình Dương, với tên gọi DESOTO. Các nhiệm vụ đầu tiên ở Vịnh Bắc Bộ bắt đầu vào tháng Hai năm 1964. Mặc dù thông tin tình báo do các nhiệm vụ DESOTO thu thập có thể được sử dụng bởi các nhà lập kế hoạch và chỉ huy OPLAN-34A, chúng là các chương trình riêng biệt không phải để phối hợp lập kế hoạch nhiệm vụ, chỉ để cảnh cáo các tàu tuần tra của DESOTO tránh xa các khu vực hoạt động của 34A.

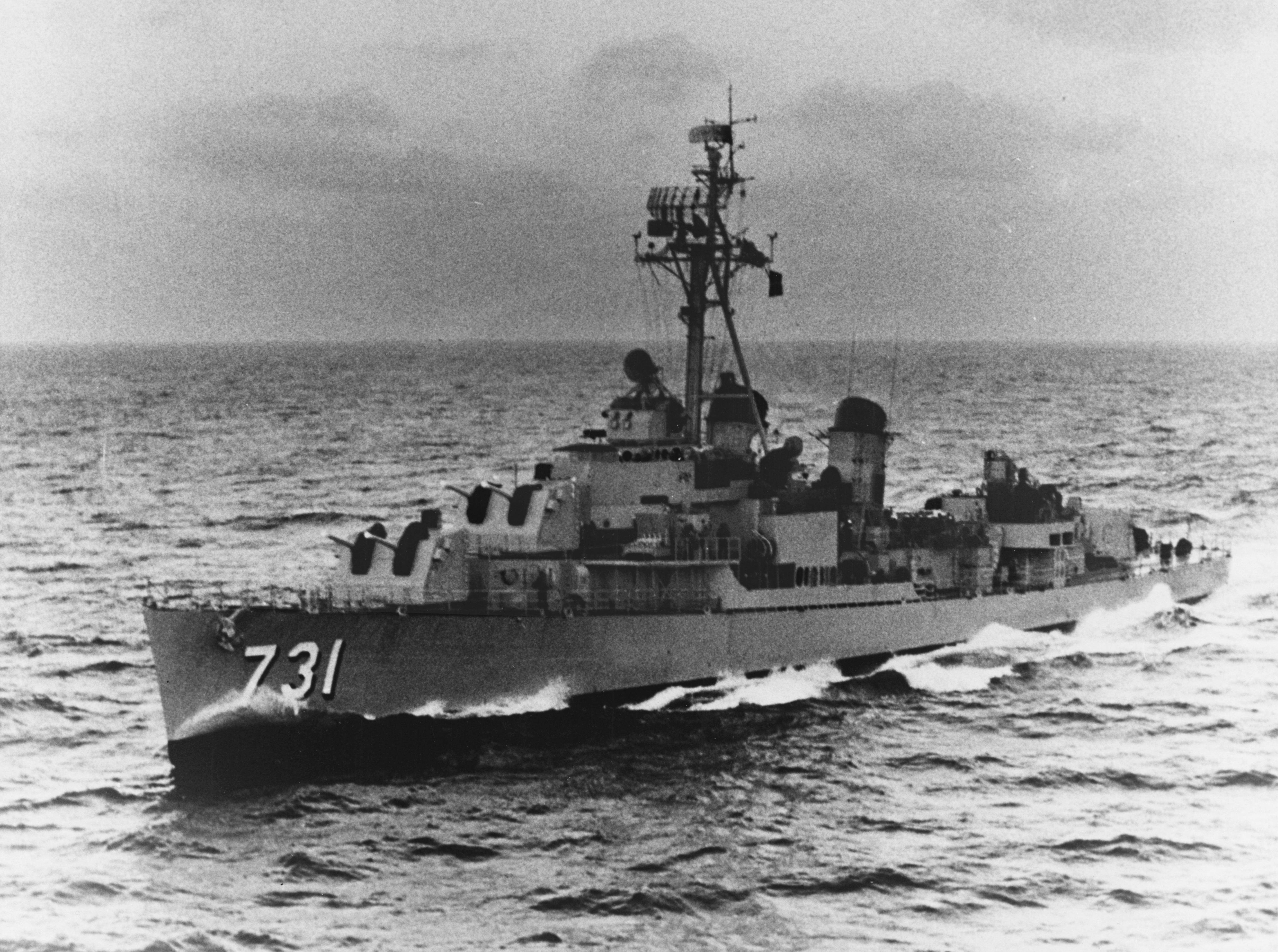
Tàu USS Maddox (DD-731)

Vào ngày 29 tháng Bảy năm 1964, vào đêm trước khi thực hiện những hoạt động chống lại các cơ sở của VNDCCH trên các đảo Hòn Mê và Hòn Ngư, MACV-SOG đã đưa lén một nhóm các điệp viên bí mật dài hạn vào miền Bắc Việt Nam, và đã nhanh chóng bị bắt giữ. Vào ngày 1 và 2 tháng Tám, các chuyến bay của máy bay chiến đấu-ném bom của Lào do CIA tài trợ (do lính đánh thuê Thái Lan lái) đã tấn công các tiền đồn biên giới ở Tây Nam của Bắc Việt. Chính phủ Hà Nội (không giống như chính phủ Hoa Kỳ, các nhiệm vụ như vậy phải được các cấp cao nhất cho phép mới được thực hiện) cho rằng tất cả có lẽ đều là một nỗ lực phối hợp nhằm gia tăng các hoạt động quân sự chống lại Bắc Việt Nam.

## Sự kiện
Daniel Ellsberg, người trực ở Lầu Năm Góc đêm 4 tháng Tám, nhận được liên lạc từ USS Maddox, báo cáo rằng nó đang thực hiện một nhiệm vụ DESOTO gần lãnh hải miền Bắc Việt Nam. Ngày 31 tháng Bảy năm 1964, Maddox bắt đầu nhiệm vụ của mình tại Vịnh Bắc Bộ. Thuyền trưởng George Stephen Morrison chỉ huy các lực lượng địa phương của Mỹ từ soái hạm USS Bon Homme Richard. Maddox được lệnh không được đến gần hơn tám dặm (13 km) từ bờ biển Bắc Việt Nam và bốn dặm (6 km) từ đảo Hòn Niêu. Khi cuộc tập kích của biệt kích MACV-SOG nhằm vào Hòn Niêu, con tàu đã đi được 120 dặm (190 km) cách xa khu vực bị tấn công.

### Cuộc tấn công lần thứ nhất

Biểu đồ cho thấy đường đi của USS Maddox, 31 tháng Bảy–2 tháng Tám, 1964 (ngày xảy ra sự kiện đầu tiên)

Vào tháng Bảy năm 1964, "tình hình dọc theo lãnh hải của Bắc Việt Nam gần như đã sôi nổ", vì các cuộc đột kích của biệt kích Việt Nam Cộng hoà và các hoạt động đường không đã đưa các nhóm tình báo vào miền Bắc Việt Nam, cũng như phản ứng của quân đội VNDCCH đối với các hoạt động này. Vào đêm ngày 30 tháng Bảy năm 1964, biệt kích Việt Nam Cộng hòa tấn công một trạm radar trên đảo Hòn Mê. Theo Hanyok, "các cuộc tấn công vào những đảo này, đặc biệt là Hòn Mê, của biệt kích Việt Nam Cộng hòa, lại gần với khu vực tàu Maddox, sẽ dẫn đến cuộc chạm trán", mặc dù tàu Maddox không tham gia vào các cuộc tấn công của biệt kích. Trên thực tế, vào ngày 31 tháng Bảy, Maddox bắt đầu tuần tra bờ biển Bắc Việt Nam để thu thập thông tin tình báo, đến cách đảo Hòn Mê vài ki-lô-mét. Một tàu sân bay Hoa Kỳ, USS Ticonderoga, cũng đóng quân gần đó.

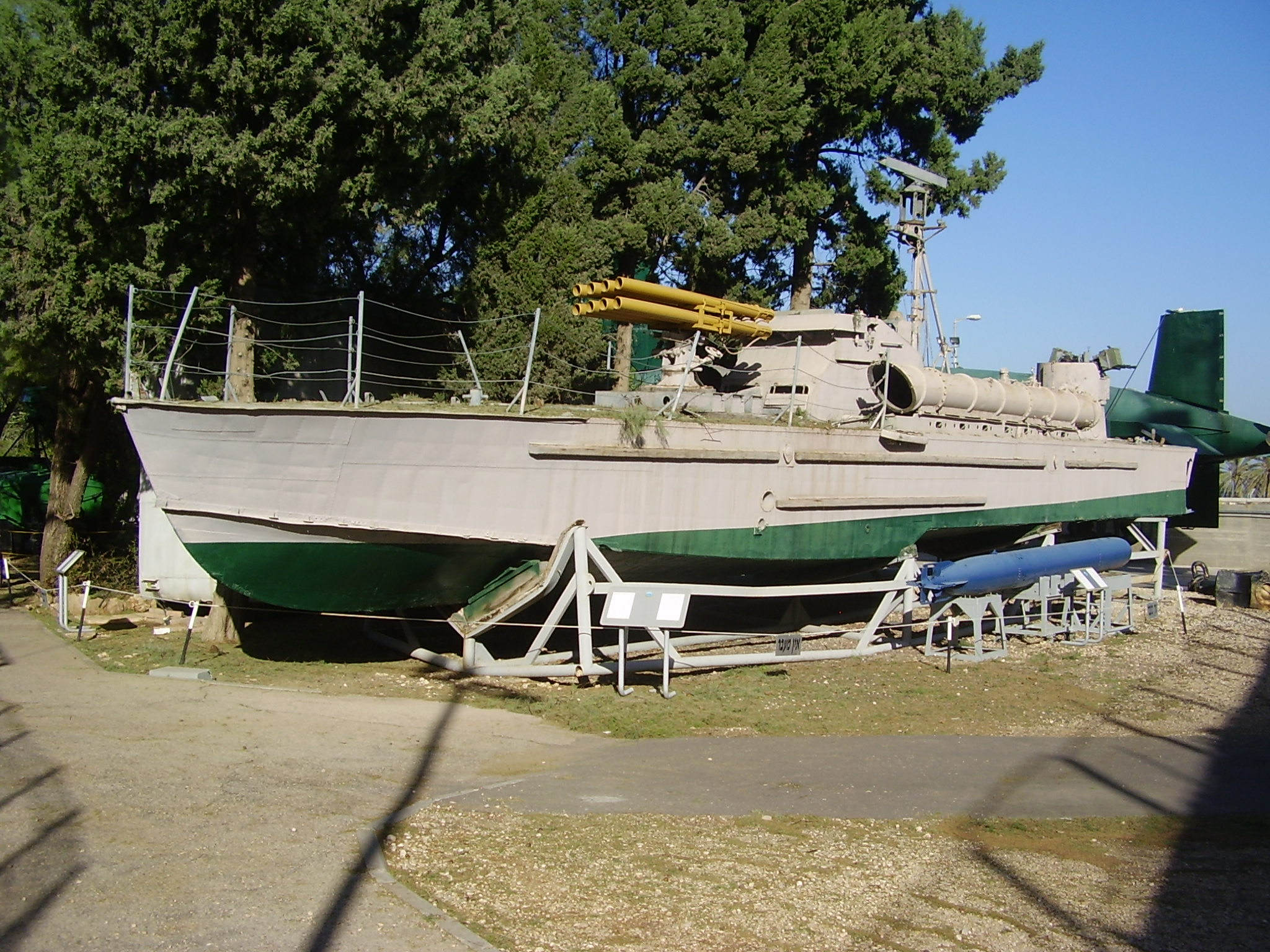
Tàu phóng lôi P-4, giống với những con tàu được dùng bởi quân đội nhân dân Việt Nam

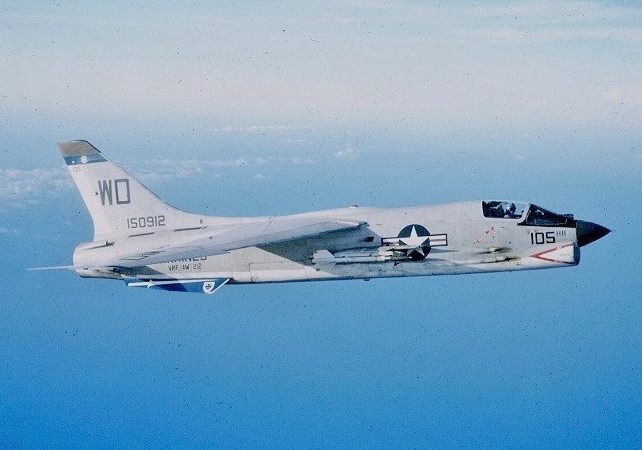
Máy bay F-8 Crusader

Đến ngày 1 tháng Tám, các tàu tuần tra của VNDCCH đang theo dõi tàu Maddox, và một số liên lạc bị chặn để thu nhận cho thấy họ đang chuẩn bị tấn công. Maddox rút lui, nhưng ngày hôm sau, 2 tháng Tám, Maddox, với tốc độ tối đa 28 hải lý, tiếp tục tuần tra thường lệ, và ba tàu phóng lôi P-4 của VNDCCH với tốc độ tối đa 50 hải lý bắt đầu bám theo Maddox. Các tàu này là từ Hải đội 135 do Lê Duy Khoái chỉ huy, cùng với các tàu do Văn Bột, Văn Tư, Văn Giản chỉ huy. Thông tin liên lạc bị chặn và thu cho thấy các tàu định tấn công Maddox. Khi các tàu tiếp cận từ phía tây nam, Maddox chuyển hướng từ phía đông bắc sang phía nam và tăng tốc độ lên 25 hải lý.
Khi các tàu phóng lôi đến gần, Maddox bắn ba phát súng cảnh cáo. Các tàu của Việt Nam Dân chủ Cộng hòa sau đó tấn công, và Maddox phát thanh vô tuyến điện rằng nó đang bị ba tàu tấn công, đang tiến gần trong vòng 10 hải lý (19 km; 12 mi) với nó, trong khi Maddox ở vị trí 28 hải lý (52 km; 32 mi) cách bờ biển Bắc Việt Nam, tức trong vùng biển quốc tế. Maddox tuyên bố rằng nó đã tránh được một cuộc tấn công bằng ngư lôi và nổ pháo 5 inch (127 mm), buộc các tàu phóng lôi tránh xa. Hai trong số các tàu phóng lôi đã đến gần trong vòng 5 hải lý (9,3 km; 5,8 mi) cách Maddox và mỗi tàu thả một quả ngư lôi, nhưng không quả nào hoạt động; chúng chỉ cách Maddox khoảng 100 thước Anh (91 m) sau khi Maddox chạy nhanh hơn chúng. Một chiếc P-4 khác trúng một quả đạn pháo 5 inch từ Maddox khiến cho ngư lôi của nó bị trục trặc khi phóng. Bốn máy bay phản lực F-8 Crusader của Hải quân Mỹ phóng từ Ticonderoga và 15 phút sau khi Maddox bắn phát đạn cảnh báo ban đầu, các máy bay tấn công những tàu P-4 đã dừng phóng lôi, tuyên bố một tàu bị đánh chìm và một tàu bị hư hỏng nặng. Maddox chỉ bị hư hại nhẹ từ một đòn đạn 14,5 mm từ súng máy hạng nặng KPV của tàu P-4 vào cấu trúc thượng tầng của nó. Rút lui về vùng biển miền Nam Việt Nam, tàu khu trục USS Turner Joy đã tham gia cùng tàu Maddox.
Bản tường trình ban đầu từ Hồ sơ Lầu Năm Góc đã được sửa đổi dựa trên một nghiên cứu lịch sử nội bộ của Cơ quan An ninh Quốc gia năm 2005, đã nhận định trên trang 17:
Lúc 1500G [15:00 UTC+7], Thuyền trưởng Herrick (chỉ huy của Maddox) ra lệnh cho các đội súng của Ogier nổ súng nếu các con tàu đến gần trong phạm vi mười nghìn bộ [thước Anh]. Vào khoảng 1505G [15:05 UTC+7], Maddox bắn ba phát đạn để cảnh cáo các tàu của những người cộng sản [Bắc Việt Nam]. Hành động ban đầu này không bao giờ được báo cáo bởi chính quyền Johnson, thay vào đó khẳng định rằng các tàu Việt Nam nổ súng trước.

Maddox, khi chạm trán, đang tiến đến đảo Hòn Mê, cách ba đến bốn hải lý (nmi) (6 đến 7 km) ở trong phạm vi 12 hải lý (22 km; 14 mi) giới hạn mà Bắc Việt Nam tuyên bố chủ quyền. Giới hạn lãnh thổ này không được Hoa Kỳ công nhận. Sau cuộc đụng độ, Johnson ra lệnh cho Maddox và Turner Joy xuất phát ban ngày chạy vào vùng biển Bắc Việt Nam, thách thức phạm vi 12 hải lý (22 km; 14 mi) được giới hạn và quyết tâm của chính quyền Bắc Việt Nam. Các cuộc chạy vào lãnh hải của Bắc Việt Nam trùng hợp với các cuộc đột kích ven biển của Việt Nam Cộng hoà và được coi là hoạt động phối hợp của miền Bắc, nơi đã chính thức thừa nhận các cuộc giao tranh vào ngày 2 tháng Tám năm 1964.

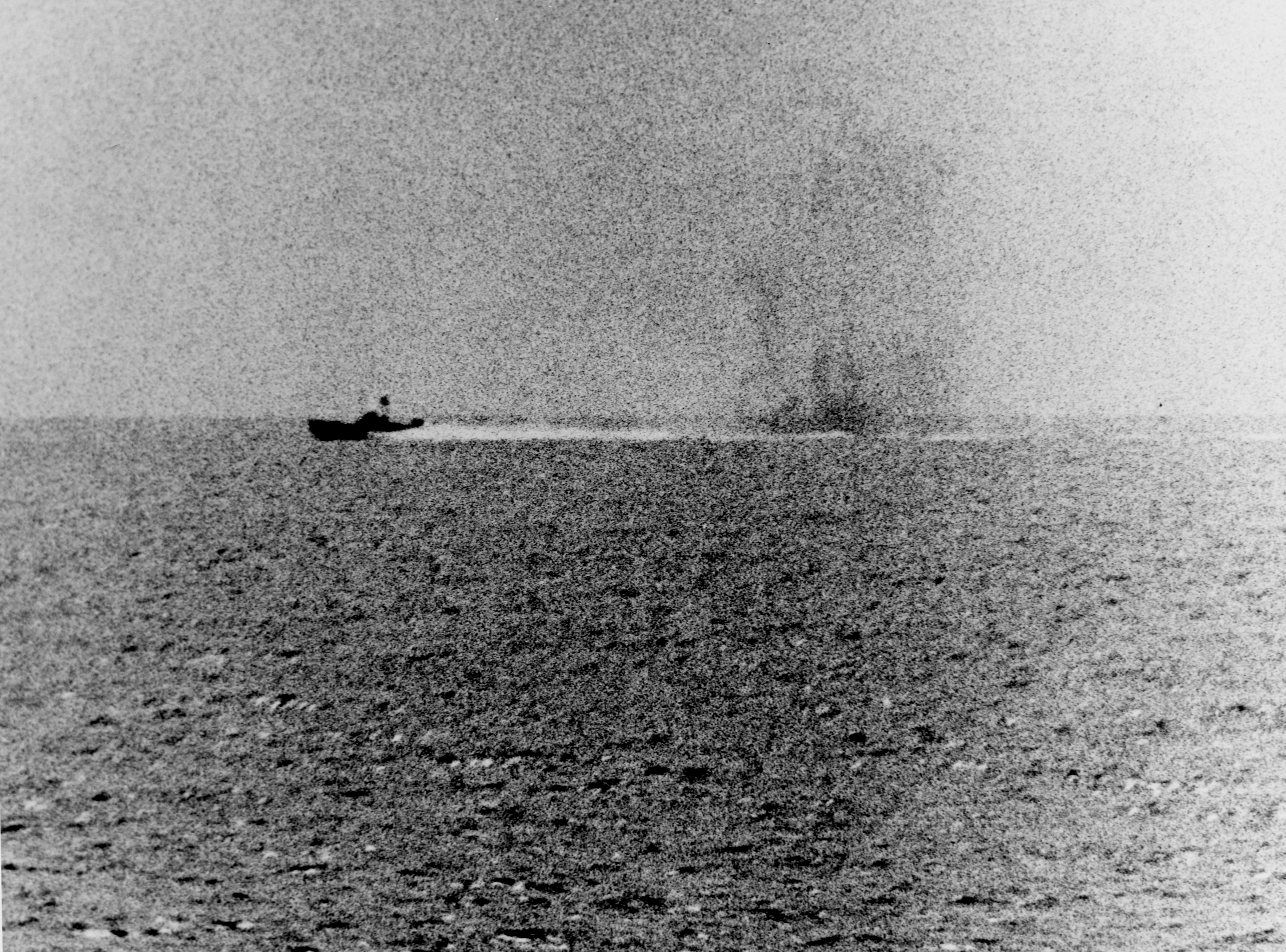
Một chiếc P-4 của Việt Nam Dân chủ Cộng hòa giao chiến với USS Maddox, ngày 2 tháng Tám năm 1964

Những người khác, chẳng hạn như Đô đốc Sharp, khẳng định rằng các hành động của Hoa Kỳ không kích động sự kiện ngày 2 tháng Tám. Ông tuyên bố rằng Việt Nam Dân chủ Cộng hòa đã theo dõi Maddox dọc theo bờ biển bằng radar và do đó đã biết rằng tàu khu trục không thực sự tấn công Bắc Việt Nam và Hà Nội (hoặc chỉ huy địa phương) đã ra lệnh cho tàu của mình giao chiến với Maddox. Tướng Phùng Thế Tài sau đó tuyên bố rằng Maddox đã bị theo dõi từ ngày 31 tháng Bảy và nó đã tấn công các tàu đánh cá vào ngày 2 tháng Tám buộc Hải quân Nhân dân Việt Nam phải đánh trả.
Sharp cũng nói thêm rằng lệnh cho Maddox ở cách 8 hải lý (15 km; 9,2 mi) ngoài khơi bờ biển Bắc Việt Nam đã đưa tàu vào vùng biển quốc tế, vì VNDCCH tuyên bố giới hạn chủ quyền chỉ 5 hải lý (9,3 km; 5,8 mi) cách bờ (hoặc 5 hải lý (9,3 km; 5,8 mi) quanh các đảo xa bờ). Ngoài ra, trước đó nhiều quốc gia đã thực hiện các nhiệm vụ tương tự trên khắp thế giới, và tàu khu trục USS John R. Craig trước đó đã thực hiện một nhiệm vụ thu thập thông tin tình báo trong những trường hợp tương tự mà không xảy ra sự cố.
Tuy nhiên, tuyên bố của Sharp bao gồm một số nhận định không chính xác. VNDCCH không tuân theo giới hạn 8 km (5 mi) của lãnh hải; thay vào đó, họ tuân theo một giới hạn 20 kilômét (12 mi) mà Đông Dương thuộc Pháp tuyên bố vào năm 1936. Hơn nữa, họ chính thức tuyên bố một giới hạn 12 hải lý, trên thực tế giống với tuyên bố 20 km cũ của Pháp, sau những sự kiện trong tháng Tám, vào tháng Chín năm 1964. Lập trường của VNDCCH là họ luôn có một giới hạn 12 hải lý, phù hợp với lập trường về luật biển của cả Liên Xô và Trung Quốc, những đồng minh chính của VNDCCH.

### Cuộc tấn công được cho là đã xảy ra lần thứ hai

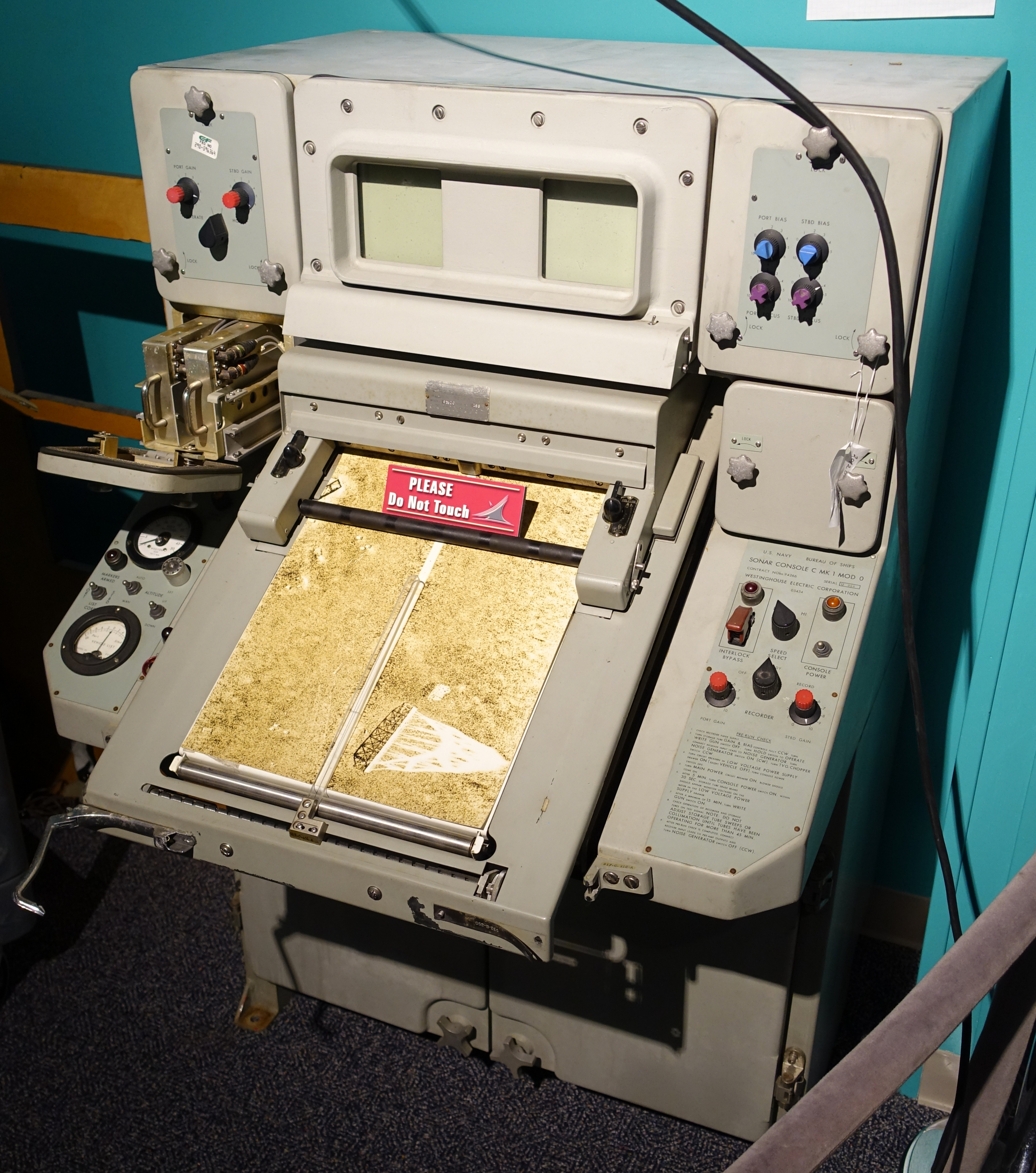
Bảng điều khiển sonar

Vào ngày 4 tháng Tám, một cuộc tuần tra khác của DESOTO ngoài khơi bờ biển Bắc Việt Nam do Maddox và Turner Joy phát động, nhằm “phất cờ” sau sự kiện đầu tiên. Lần này lệnh của hai tàu cho thấy rằng các con tàu đi gần không dưới 11 dặm (18 km) tính từ bờ biển Bắc Việt Nam. Trong một buổi tối thời tiết sóng gió và biển động, các tàu khu trục nhận được tín hiệu radar, sonar và radio; họ tin rằng các tín hiệu này báo hiệu một cuộc tấn công khác của Hải quân Nhân dân Việt Nam. Trong khoảng hai giờ (từ khoảng 21:40 đến khoảng 23:35, giờ địa phương), các tàu đã bắn vào các mục tiêu hiển thị trên radar và lái tàu quyết liệt dựa trên các báo cáo điện tử và thị giác về kẻ thù. Ngược lại với tuyên bố của Hải quân Mỹ rằng hai tàu phóng lôi tấn công đã bị đánh chìm, đã không có mảnh vỡ hay thi thể nào của các thủy thủ Việt Nam thiệt mạng, hoặc các bằng chứng vật thể khác có mặt tại hiện trường được cho là đã xảy ra giao tranh.
Vào lúc 01:27 giờ địa phương (13:27 giờ Washington), Herrick đã gửi một bức điện trong đó ông thừa nhận rằng cuộc tấn công thứ hai có thể đã không xảy ra và thực tế có thể đã không có tàu thuyền nào của Việt Nam trong khu vực: "Suy xét lại hoạt động làm cho nhiều các lần chạm trán và ngư lôi bị bắn [nhằm vào tàu Mỹ] được báo cáo trông có vẻ đáng nghi ngờ. Các hiệu ứng thời tiết kỳ lạ lên radar và những người điều hành sonar quá khích có thể là nguyên nhân của nhiều báo cáo. Không có hình ảnh trực quan thực tế nào của Maddox. Đề xuất điều tra hoàn chỉnh trước khi thực hiện thêm bất kỳ hành động nào."
Một giờ sau, Herrick gửi một bức điện khác, nói rằng, "Toàn bộ hoạt động để lại nhiều nghi ngờ ngoại trừ phục kích dường như đã xảy ra lúc đầu. Đề nghị trinh sát kỹ lưỡng vào ban ngày bằng máy bay." Đáp lại yêu cầu xác nhận, vào khoảng 16:00 giờ Washington, Herrick thông báo: "Các chi tiết của hoạt động đưa ra một bức tranh khó hiểu mặc dù chắc chắn rằng cuộc phục kích ban đầu là có thật." Có khả năng là McNamara đã không thông báo cho tổng thống hoặc Đô đốc Hoa Kỳ Grant Sharp Jr. về nghi ngờ của Herrick hoặc đề nghị của Herrick phải điều tra thêm. Vào lúc 18:00 giờ Washington (05:00 ở Vịnh Bắc Bộ), Herrick lại gửi bức điện lần nữa, lần này nói rằng “chiếc thuyền đầu tiên gần tàu Maddox có lẽ đã phóng ngư lôi vào tàu Maddox ai cũng nghe được nhưng không ai thấy. Tất cả các báo cáo về ngư lôi Maddox sau đó đều đáng ngờ ở chỗ người ta cho rằng người điều hành sonar đã nghe thấy tiếng đập chân vịt của chính con tàu [Maddox]" [sic].
Trước những sự không chắc chắn ngày càng gia tăng trong ngày liên quan đến việc liệu cuộc tấn công có xảy ra hay không, chính quyền Johnson cuối cùng đã đưa ra kết luận bằng cách chủ yếu dựa vào các vụ đánh chặn và thu thập thông tin liên lạc được đánh giá nhầm là những chuẩn bị của VNDCCH để thực hiện một cuộc tấn công và một báo cáo sau các hoạt động giao tranh tại Bắc Việt. Các phân tích sau này cho thấy những thông tin liên lạc đó liên quan đến việc thu hồi các tàu phóng lôi bị hư hại trong cuộc tấn công ngày 2 tháng Tám và các quan sát của VNDCCH về (nhưng không tham gia vào) các hành động ngày 4 tháng Tám của Hoa Kỳ.

## Phản ứng của Hoa Kỳ

### Phát biểu của Johnson với người dân Mỹ

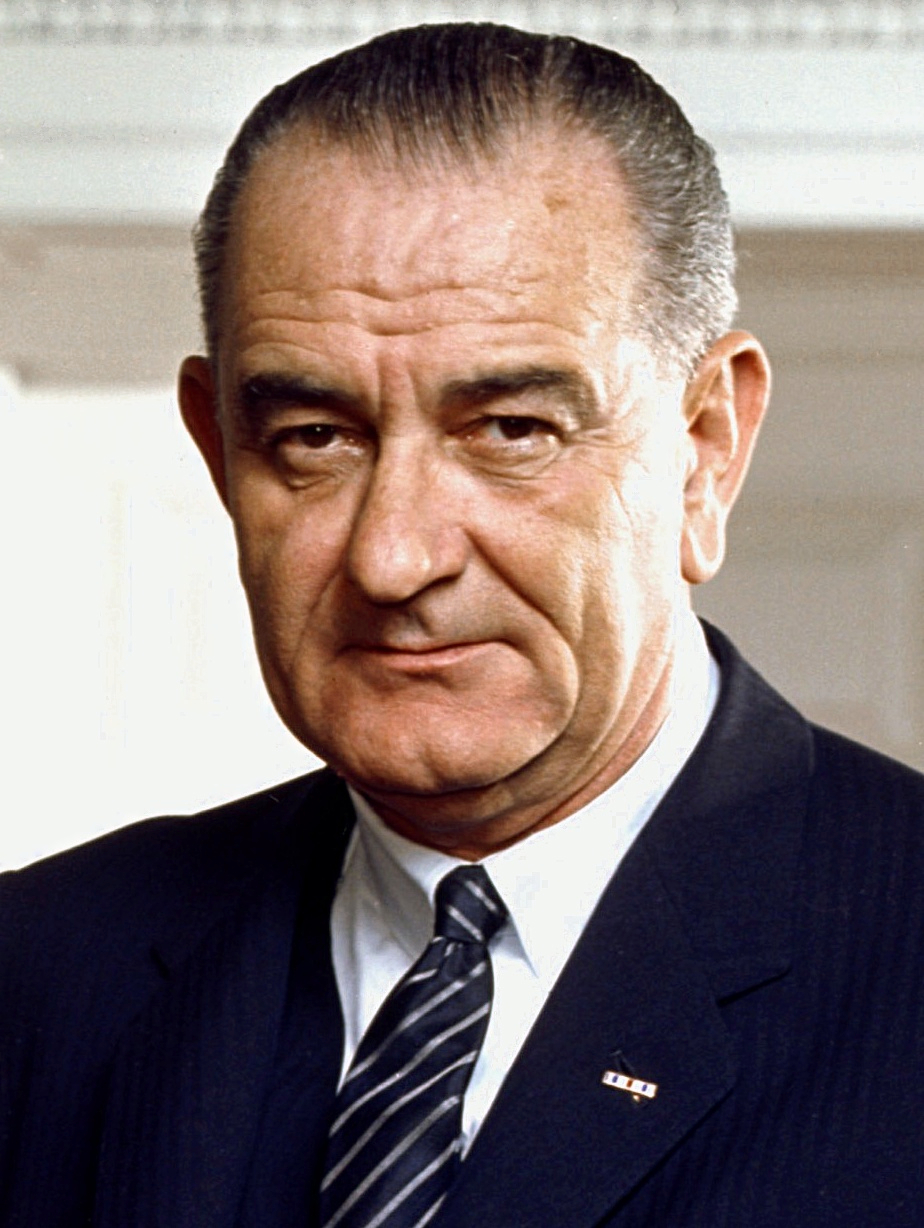
Tổng thống Mỹ Lyndon Johnson vào năm 1964

Ngay trước nửa đêm, ngày 4 tháng Tám, Johnson đã gián đoạn truyền hình quốc gia để đưa ra một thông báo trong đó ông miêu tả "một cuộc tấn công của các tàu Bắc Việt Nam nhằm vào hai tàu chiến của Hải quân Hoa Kỳ", Maddox và Turner Joy, và yêu cầu chính quyền thực hiện một phản ứng quân sự. Bài phát biểu của Johnson lặp lại chủ đề "kịch tính hóa Hà Nội/Hồ Chí Minh như kẻ xâm lược và khiến Hoa Kỳ rơi vào thế phòng thủ dễ chấp nhận hơn." Johnson cũng gọi các cuộc tấn công đã diễn ra "trên biển cả", ám chỉ rằng chúng đã xảy ra ở vùng biển quốc tế.
Ông nhấn mạnh cam kết với cả người dân Hoa Kỳ và chính phủ Việt Nam Cộng hoà. Ông cũng nhắc nhở người Mỹ rằng không có mong muốn chiến tranh. "Xem xét kỹ lưỡng các tuyên bố công khai của Johnson ... không thấy đề cập đến việc chuẩn bị cho chiến tranh công khai và không có dấu hiệu nào về bản chất và mức độ của các biện pháp trên bộ và đường không bí mật đã trong hoạt động." Các tuyên bố của Johnson ngắn gọn để "giảm thiểu vai trò của Hoa Kỳ trong cuộc xung đột; một sự mâu thuẫn rõ ràng đã tồn tại giữa các hành động của Johnson và bài phát biểu trước công chúng của ông."
Trong vòng ba mươi phút sau sự kiện ngày 4 tháng Tám, Johnson đã quyết định tấn công trả đũa (được gọi là "Chiến dịch Mũi tên Xuyên"). Cùng ngày hôm đó, ông đã sử dụng "đường dây nóng" tới Moskva, và đảm bảo với Liên Xô rằng ông không có ý định mở một cuộc chiến tranh quy mô lớn hơn ở Việt Nam. Sáng sớm ngày 5 tháng Tám, Johnson công khai ra lệnh các biện pháp trả đũa với tuyên bố: "Quyết tâm của tất cả người Mỹ trong việc thực hiện cam kết đầy đủ của chúng ta đối với người dân và chính phủ Việt Nam Cộng hoà sẽ được nhân đôi bởi sự phẫn nộ này." Một giờ bốn mươi phút sau bài phát biểu của ông, các máy bay được phóng từ các tàu sân bay Hoa Kỳ đã đến các mục tiêu của Bắc Việt Nam. Vào ngày 5 tháng Tám, lúc 10:40, các máy bay này đã ném bom bốn căn cứ tàu phóng lôi và một kho chứa dầu ở Vinh.

### Phản ứng từ Quốc hội

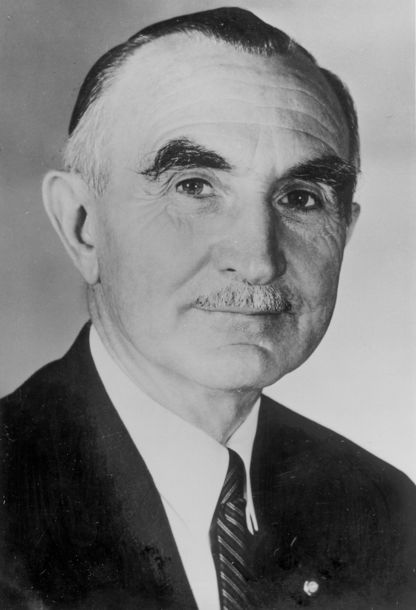
Wayne Morse

Trong khi nghị quyết cuối cùng của Johnson đang được soạn thảo, Thượng nghị sĩ Hoa Kỳ Wayne Morse đã cố gắng tổ chức một buổi quyên góp để nâng cao nhận thức về các báo cáo có thể sai sót về vụ việc liên quan đến tàu Maddox. Morse được cho là đã nhận một cuộc gọi từ một người cung cấp thông tin giấu tên yêu cầu Morse điều tra nhật ký chính thức của Maddox. Những nhật ký này không có sẵn trước khi nghị quyết của Johnson được trình bày trước Quốc hội. Sau khi thúc giục Quốc hội rằng họ nên cảnh giác với nỗ lực sắp tới của Johnson để thuyết phục Quốc hội về nghị quyết của mình, Morse đã không nhận được đủ hợp tác và hỗ trợ từ các đồng nghiệp của mình để thực hiện bất kỳ phong trào nào ngăn chặn nó. Ngay sau khi nghị quyết được đọc và trình bày trước Quốc hội, Morse bắt đầu chống lại nó. Ông khẳng định trong các bài phát biểu trước Quốc hội rằng các hành động mà Hoa Kỳ thực hiện là các hành động nằm ngoài hiến pháp và là "hành động chiến tranh hơn là hành động phòng vệ." Những nỗ lực của Morse không ngay lập tức nhận được ủng hộ, phần lớn là do ông không tiết lộ nguồn tin nào và đang làm việc với thông tin rất ít và hạn chế. Mãi cho đến sau khi Hoa Kỳ tham gia nhiều hơn vào cuộc chiến, tuyên bố của ông mới bắt đầu nhận được sự ủng hộ của chính phủ Hoa Kỳ.

## Bóp méo sự kiện
Chính phủ Hoa Kỳ vẫn đang tìm kiếm bằng chứng vào đêm ngày 4 tháng Tám khi Johnson đưa ra bài phát biểu trước công chúng Hoa Kỳ về vụ việc; các liên lạc được ghi lại vào ngày hôm đó cho thấy cả Johnson và McNamara đều không chắc chắn về một cuộc tấn công. Nhiều nguồn tin khác nhau, bao gồm tạp chí Time, Life và Newsweek, đã đăng các bài báo trong suốt tháng Tám về sự kiện Vịnh Bắc Bộ. Tờ Time đưa tin: "Xuyên qua bóng tối, từ phía Tây và phía nam ... những kẻ xâm nhập đã mạnh dạn tăng tốc ... ít nhất sáu trong số chúng ... đã nổ súng vào các khu trục hạm bằng vũ khí tự động, lần này là từ cự ly gần tận 2.000 bộ." Tờ Time tuyên bố rằng "không còn nghi ngờ gì trong tâm trí Sharp rằng Mỹ sẽ phải đáp lại cuộc tấn công này", và không có cuộc tranh luận hay nhầm lẫn nào trong nội bộ chính quyền liên quan đến vụ việc.

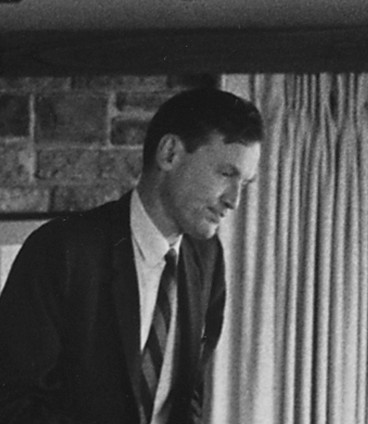
William Bundy

Việc sử dụng các vụ việc như một cái cớ để leo thang can thiệp của Hoa Kỳ xảy ra sau khi đưa ra những lời đe dọa công khai chống lại miền Bắc Việt Nam, cũng như những lời kêu gọi từ các chính trị gia Mỹ ủng hộ việc leo thang chiến tranh. Vào ngày 4 tháng Năm năm 1964, William Bundy đã kêu gọi Hoa Kỳ "đánh đuổi những người cộng sản ra khỏi Nam Việt Nam", ngay cả khi điều đó có nghĩa là tấn công cả Bắc Việt Nam và nước Trung Quốc cộng sản. Mặc dù vậy, chính quyền Johnson trong nửa cuối năm 1964 tập trung vào việc thuyết phục công chúng Mỹ rằng không có khả năng xảy ra chiến tranh giữa Hoa Kỳ và Việt Nam Dân chủ Cộng hòa.
Tướng Võ Nguyên Giáp của Việt Nam Dân chủ Cộng hòa (VNDCCH) cho rằng đội tuần tra DESOTO được cử vào vùng vịnh để kích động VNDCCH, tạo cớ cho Hoa Kỳ leo thang chiến tranh. Nhiều quan chức chính phủ và những người đàn ông trên tàu Maddox đã đưa ra giả thuyết tương tự. Thứ trưởng Ngoại giao Hoa Kỳ George Ball nói với một nhà báo Anh sau chiến tranh rằng "lúc đó ... nhiều người ... đang tìm mọi cớ để bắt đầu ném bom". George Ball tuyên bố rằng nhiệm vụ của tàu chiến khu trục liên quan đến sự kiện Vịnh Bắc Bộ "chủ yếu là để khiêu khích." 
Theo Ray McGovern, nhà phân tích CIA từ năm 1963 đến 1990, CIA, “chưa kể Tổng thống Lyndon Johnson, Bộ trưởng Bộ Quốc phòng Robert McNamara và Cố vấn An ninh Quốc gia McGeorge Bundy đều biết rõ rằng bằng chứng của bất kỳ cuộc tấn công vũ trang nào vào tối ngày 4 tháng Tám, 1964, cái gọi là sự kiện Vịnh Bắc Bộ 'lần thứ hai', rất đáng ngờ. ... Trong mùa hè năm 1964, Tổng thống Johnson và Hội đồng Tham mưu trưởng Liên quân mong muốn mở rộng cuộc chiến ở Việt Nam. Họ tăng cường phá hoại và tấn công "đánh-rồi-rút" vào bờ biển miền Bắc Việt Nam”. Tàu Maddox, mang theo thiết bị gián điệp điện tử, là để thu thập thông tin tình báo tín hiệu từ bờ biển Bắc Việt Nam, và các cuộc tấn công ven biển được coi là một cách hiệu quả để khiến VNDCCH bật radar ven biển của họ. Vì mục đích này, nó được phép tiếp cận bờ biển gần đến tận 13 km (8 mi) và các đảo xa bờ đến tận bốn (kilômét); vùng đảo xa đã bị pháo kích từ biển từ trước rồi.
Trong cuốn sách của mình, Body of Secrets, James Bamford, người đã trải qua ba năm trong Hải quân Hoa Kỳ với tư cách là một nhà phân tích tình báo, viết rằng mục đích chính của tàu Maddox "là hoạt động như một kẻ khiêu khích đi biển—để chọc mũi tàu màu xám sắc nhọn của nó và Lá cờ Hoa Kỳ càng sát bụng Bắc Việt Nam càng tốt, thực chất nhồi nhét những khẩu đại bác năm inch của nó lên mũi của hải quân cộng sản. ...   Nhiệm vụ của Maddox thậm chí còn khiêu khích hơn khi được hẹn giờ trùng với các cuộc đột kích của biệt kích, tạo ra ấn tượng rằng Maddox đang chỉ đạo các nhiệm vụ đó ..." Vì vậy, VNDCCH có mọi lý do để tin rằng Maddox có liên quan đến những hành vi này.
John McNaughton đề nghị vào tháng Chín năm 1964 rằng Hoa Kỳ chuẩn bị thực hiện các hành động kích động phản ứng quân sự của VNDCCH, bao gồm cả kế hoạch sử dụng DESOTO tuần tra phía Bắc. Bài báo của William Bundy ngày 8 tháng Chín năm 1964, cũng đề xuất thêm các cuộc tuần tra DESOTO.

## Hậu quả

Johnson khi ký nghị quyết vào ngày 10 tháng Tám năm 1964

Đến đầu giờ chiều ngày 4 tháng Tám, theo giờ Washington, Herrick đã báo cáo với Tổng tư lệnh Thái Bình Dương ở Honolulu rằng "các hiệu ứng thời tiết kỳ lạ" trên radar của tàu đã làm dấy lên nghi ngờ về một cuộc tấn công như vậy. Trên thực tế, Herrick tuyên bố trong một bức điện gửi lúc 1:27 chiều theo giờ Washington rằng không có tàu tuần tra nào của Bắc Việt Nam thực sự đã được nhìn thấy. Herrick đề xuất một "đánh giá hoàn chỉnh trước khi đưa ra thêm bất kỳ hành động nào."

Nghị quyết vịnh Bắc Bộ

McNamara sau đó làm chứng rằng ông đã đọc tin nhắn sau khi trở về Lầu Năm Góc chiều hôm đó. Nhưng ông không gọi ngay cho Johnson để nói với Tổng thống rằng toàn bộ giả thuyết ông dựa trên để ông ra quyết định lúc ăn bữa trưa để chấp thuận khuyến nghị của McNamara cho phép các cuộc không kích trả đũa nhằm vào Bắc Việt Nam là rất đáng ngờ. Johnson đã chống lại các đề xuất từ McNamara và các cố vấn khác về chính sách ném bom miền Bắc Việt Nam đến bốn lần kể từ khi ông trở thành tổng thống.
Mặc dù tàu Maddox đã tham gia hỗ trợ thông tin tình báo cho các cuộc tấn công của Việt Nam Cộng hòa tại đảo Hòn Mê và Hòn Ngư, Johnson phủ nhận, trong lời khai trước Quốc hội, rằng Hải quân Hoa Kỳ đã hỗ trợ các hoạt động quân sự của Nam Việt ở vịnh Bắc Bộ. Do đó, ông cho rằng cuộc tấn công là "vô cớ" vì con tàu đã ở trong vùng biển quốc tế. Vì lời khai của ông, vào ngày 7 tháng Tám, Quốc hội đã thông qua một nghị quyết chung (nghị quyết được cả Hạ viện và Thượng viện thông qua) (HJ RES 1145), có tên là Nghị quyết Đông Nam Á (hay Nghị quyết vịnh Bắc Bộ), trong đó trao quyền cho Johnson tiến hành các hoạt động quân sự ở Đông Nam Á mà không cần phải tuyên chiến. Nghị quyết đã chấp thuận cho phép Johnson "thực hiện tất cả các bước cần thiết, bao gồm cả việc sử dụng vũ trang, để hỗ trợ bất kỳ quốc gia thành viên hoặc quốc gia nghi thức ngoại giao nào của Hiệp ước Phòng thủ Tập thể Đông Nam Á yêu cầu hỗ trợ để bảo vệ sự tự do của mình."

## Những lời khai sau đó về sự kiện
Johnson bình luận riêng: "Tôi chỉ biết là, hải quân của chúng ta đang bắn cá voi ngoài đó."
Năm 1967, cựu sĩ quan hải quân John White đã viết thư cho biên tập viên của New Haven (CT) Register. Ông khẳng định "Tôi giữ vững quan điểm rằng Tổng thống Johnson, Bộ trưởng McNamara và Hội đồng Tham mưu trưởng Liên quân đã cung cấp thông tin sai lệch cho Quốc hội trong báo cáo của họ về việc các tàu khu trục Mỹ bị tấn công ở Vịnh Bắc Bộ." White tiếp tục các hoạt động tố giác của mình trong bộ phim tài liệu Trong Năm Hợi năm 1968.

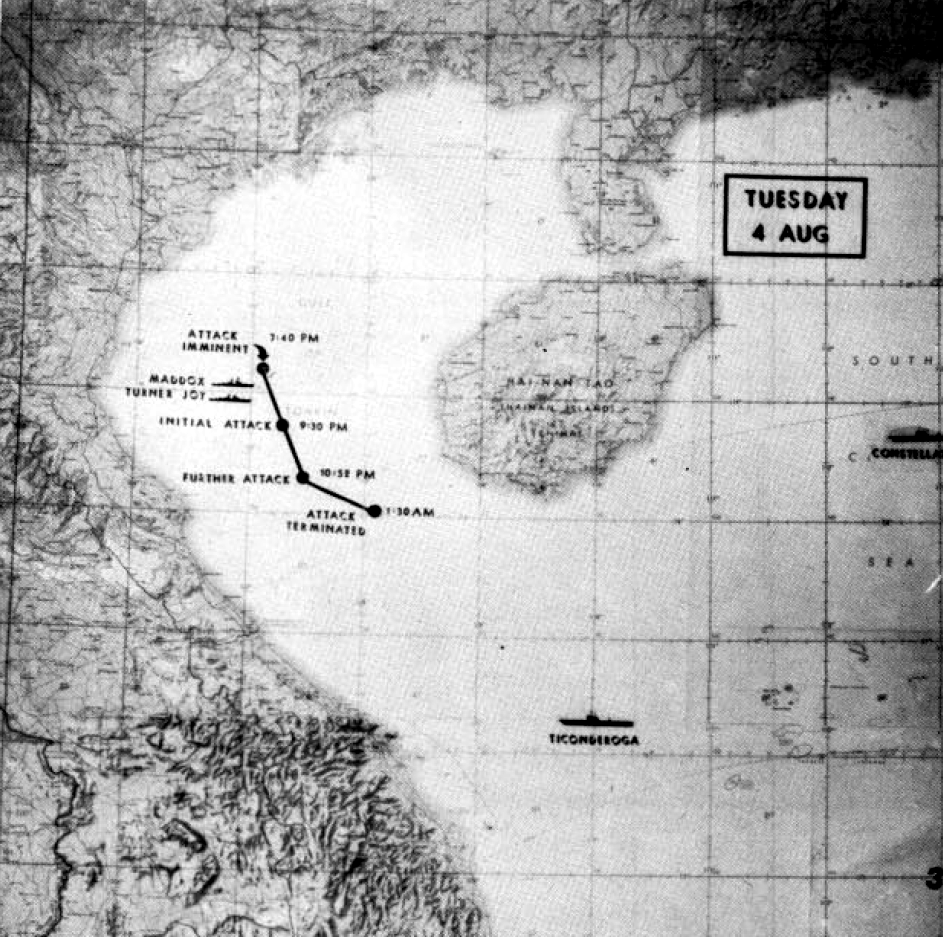
Bản đồ trên tạp chí All Hands (Mọi bàn tay [góp sức]) của Hải quân Hoa Kỳ

Năm 1981, thuyền trưởng Herrick và nhà báo Robert Scheer đã kiểm tra lại nhật ký của tàu của thuyền trưởng Herrick và xác định rằng báo cáo ngư lôi đầu tiên từ ngày 4 tháng Tám mà Herrick khẳng định đã xảy ra—"cuộc phục kích dường như đã xảy ra"—thực tế là không có cơ sở. Mặc dù thông tin thu được sau này ủng hộ nhận định của Thuyền trưởng Herrick về tính không chính xác của các báo cáo ngư lôi sau đó cũng như kết luận của Herrick và Scheer năm 1981 về tính không chính xác của báo cáo đầu tiên, cho thấy rằng không có cuộc tấn công nào của Bắc Việt vào đêm đó, nhưng vào thời điểm đó nhà chức trách Hoa Kỳ và toàn bộ phi hành đoàn của tàu Maddox nói họ tin rằng một cuộc tấn công đã xảy ra. Do đó, các máy bay từ tàu sân bay Ticonderoga và Constellation đã được gửi đến đánh các căn cứ tàu phóng lôi và cơ sở nhiên liệu của Bắc Việt Nam trong Chiến dịch Mũi tên Xuyên.
Chỉ huy Đội máy bay James Stockdale là một trong những phi công Hoa Kỳ bay trên trời trong cuộc tấn công bị cho rằng đã xảy ra lần thứ hai. Stockdale viết trong cuốn sách Tình yêu và Chiến tranh năm 1984 của mình: "[Tôi] có chỗ ngồi tốt nhất để theo dõi sự kiện đó, và các tàu khu trục của chúng tôi chỉ đang bắn vào các mục tiêu ảo—không có tàu phóng lôi tuần tra nào ở đó ... Không có gì ở đó ngoài nước đen và sức mạnh của hỏa lực Mỹ." Stockdale kể lại rằng đã thấy tàu Turner Joy chĩa pháo vào tàu Maddox. Stockdale cho biết cấp trên đã ra lệnh cho anh ta giữ im lặng về vụ này. Sau khi anh ta bị bắt, kiến thức này trở thành một gánh nặng. Sau đó, anh nói anh ấy lo ngại rằng những kẻ bắt giữ anh cuối cùng sẽ buộc anh phải tiết lộ những gì anh biết về sự kiện thứ hai.
Năm 1995, Bộ trưởng Bộ Quốc phòng Việt Nam đã nghỉ hưu, Võ Nguyên Giáp, gặp cựu Bộ trưởng McNamara, phủ nhận rằng các pháo hạm Việt Nam tấn công tàu khu trục Mỹ vào ngày 4 tháng Tám, trong khi thừa nhận vụ tấn công vào ngày 2 tháng Tám Đoạn băng ghi âm cuộc họp vài tuần sau khi Nghị quyết Vịnh Bắc Bộ được thông qua công bố vào năm 2001 cho thấy McNamara bày tỏ nghi ngờ với Johnson rằng liệu cuộc tấn công thực sự đã xảy ra.
Vào mùa thu năm 1999, Giám đốc Kỹ thuật cấp cao của CIA S. Eugene Poteat đã nghỉ hưu viết rằng vào đầu tháng Tám năm 1964, ông đã được yêu cầu xác định xem báo cáo của người điều hành radar có thực sự cho thấy một cuộc tấn công bằng tàu phóng lôi hay một cuộc tấn công tưởng tượng. Anh ta hỏi thêm chi tiết về thời gian, thời tiết và điều kiện bề mặt biển. Ông không thêm thông tin nào. Cuối cùng, ông kết luận rằng không có tàu phóng lôi nào vào đêm ngày 4 và Nhà Trắng chỉ quan tâm xác nhận một cuộc tấn công, chứ không có nghĩa không có cuộc tấn công nào như vậy.
Vào tháng Mười năm 2012, Chuẩn đô đốc về hưu Lloyd "Joe" Vasey đã được phỏng vấn bởi David Day trên Asia Review và trình bày chi tiết về vụ việc ngày 4 tháng Tám. Theo Đô đốc Vasey, người trên tàu USS Oklahoma City, một tàu tuần dương lớp Galveston mang tên lửa điều khiển, ở Vịnh Bắc Bộ và là tham mưu trưởng của Tư lệnh Hạm đội Bảy, Turner Joy đã thu nhận được một đường truyền vô tuyến của quân đội Bắc Việt ra lệnh cho một tàu phóng lôi tấn công Turner Joy và Maddox. Ngay sau đó, tàu USS Turner Joy có thông tin radar của "một số vật thể tốc độ cao đang tiến gần [hai tàu]", và tập trung vào một trong các vật thể, khai hỏa và bắn trúng tàu phóng lôi. Có 18 nhân chứng, cả nhập ngũ và sĩ quan, đã báo cáo các khía cạnh khác nhau của cuộc tấn công; khói từ tàu phóng lôi bị chìm, sóng từ ngư lôi (do bốn cá nhân trên mỗi tàu khu trục báo cáo), cảnh tượng tàu phóng lôi di chuyển trên mặt nước và đèn rọi. Tất cả 18 nhân chứng đã làm chứng tại một phiên điều trần ở Olongapo, Philippines, và lời khai của họ ở trong các tài liệu công khai.

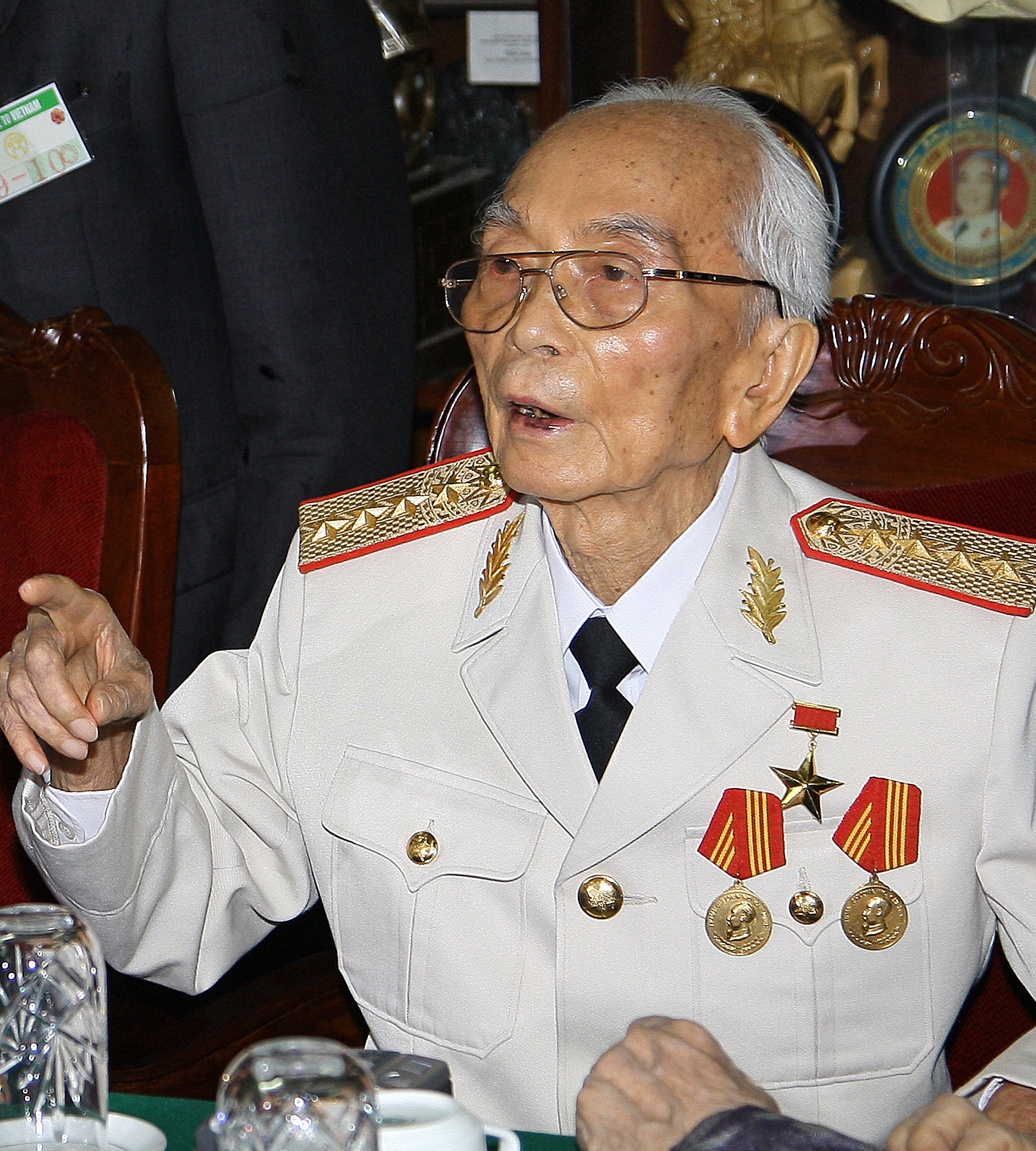
Võ Nguyên Giáp

Vào năm 2014, khi lễ kỷ niệm 50 năm sự kiện đến gần, John White đã viết Sự kiện Vịnh Bắc Bộ—50 năm sau: Một chú thích cho Lịch sử Chiến tranh Việt Nam. Trong lời nói đầu, ông ghi "Trong số rất nhiều cuốn sách viết về chiến tranh Việt Nam, nửa tá cuốn ghi chú một bức thư năm 1967 gửi cho biên tập viên của một tờ báo ở Connecticut có vai trò làm công cụ gây áp lực buộc chính quyền Johnson phải nói sự thật về cuộc chiến bắt đầu như thế nào. Bức thư là của tôi." Cuốn sách thảo luận về việc Trung úy White đọc cuốn Trong Tình yêu và Chiến tranh của Đô đốc Stockdale vào giữa những năm 1980, sau đó liên hệ với Stockdale, người đã kết nối White với Joseph Schaperjahn, người điều hành sonar trưởng của tàu Turner Joy. Schaperjahn xác nhận khẳng định của White rằng các báo cáo sonar của tàu Maddox là sai và chính quyền Johnson đã biết điều đó trước khi đưa ra Quốc hội để yêu cầu ủng hộ Nghị quyết Vịnh Bắc Bộ. Cuốn sách của White giải thích sự khác biệt giữa lời nói dối sự thật và lời nói dối thiếu sót sự thật. Johnson đã phạm tội cố ý nói dối thiếu sót. White đã được giới thiệu trong ấn bản tháng Tám năm 2014 của Tạp chí Connecticut.

## Báo cáo của Cơ quan An ninh Quốc gia
Vào tháng 10 năm 2005, Tờ New York Times đưa tin rằng Robert J. Hanyok, một nhà sử học của Cơ quan An ninh Quốc gia (NSA), kết luận rằng các báo cáo tình báo bị bóp méo của NSA đã được chuyển cho các nhà hoạch định chính sách liên quan đến vụ việc ngày 4 tháng Tám. Nhà sử học NSA cho biết nhân viên cơ quan đã "cố tình làm xiên xẹo" bằng chứng để khiến nó trông có vẻ như một cuộc tấn công đã xảy ra. Kết luận của Hanyok ban đầu được công bố trên Ấn bản Cryptologic Quarterly Đông 2000/Xuân 2001 khoảng năm năm trước bài báo của Times. Theo các quan chức tình báo, quan điểm của các nhà sử học chính phủ rằng báo cáo của Hanyok nên được công bố đã bị các nhà hoạch định chính sách bác bỏ vì lo ngại rằng người ta có thể so sánh với thông tin tình báo được sử dụng để biện minh cho Chiến tranh Iraq (Chiến dịch Tự do Iraq) bắt đầu vào năm 2003.
Xem xét các tài liệu lưu trữ của NSA, Hanyok kết luận rằng sự kiện ngày 4 tháng Tám bắt đầu tại Căn cứ Chiến đấu Phú Bài (Huế), nơi các nhà phân tích tình báo nhầm tưởng rằng các tàu khu trục sẽ sớm bị tấn công. Điều này lẽ ra phải được thông báo lại cho NSA cùng với bằng chứng củng cố một kết luận như vậy, nhưng trên thực tế, bằng chứng không làm được điều đó. Hanyok cho rằng điều này là do NSA có thể đã tin tưởng các nhà phân tích nếu như gần gũi hơn với sự kiện này. Khi buổi tối đến, thêm các thông tin tình báo tín hiệu (SIGINT) không củng cố bất kỳ cuộc phục kích nào như vậy, nhưng các nhân viên NSA dường như đã bị thuyết phục về một cuộc tấn công đến mức họ bỏ qua 90% thông tin tình báo tín hiệu không củng cố được kết luận đó, và điều này cũng bị loại trừ khỏi bất kỳ báo cáo nào họ đưa ra để cho tổng thống xem. Không có động cơ chính trị cho hành động của họ.:48–49
Vào ngày 30 tháng Mười Một năm 2005, NSA đã công bố phần đầu tiên của thông tin đã được giải mật liên quan đến sự kiện Vịnh Bắc Bộ, bao gồm một phiên bản mà bài báo của Hanyok đã được cắt xén ở mức độ vừa phải. Bài báo của Hanyok nói rằng thông tin tình báo đã được trình bày cho chính quyền Johnson "theo cách để ngăn cản những người ra quyết định có trách nhiệm trong chính quyền Johnson có được tường thuật đầy đủ và khách quan về các sự kiện." Thay vào đó, "chỉ thông tin ủng hộ nhận định rằng những người cộng sản đã tấn công hai tàu khu trục mới được đưa cho các quan chức chính quyền Johnson."
Về lý do tại sao điều này xảy ra, Hanyok viết:
Cũng giống như bất cứ điều gì khác, có một nhận thức rằng Johnson sẽ không để cho có điều không chắc chắn nào có thể làm suy yếu vị thế của mình. Đối mặt với thái độ này, Ray Cline được dẫn lời nói rằng "... chúng tôi biết những gì chúng tôi nhận được từ Hạm đội 7 của Hoa Kỳ là thông tin sai lệch, nhưng chúng tôi chỉ được thông báo rằng phải trình bày sự thật mà không nói thêm về bản chất của thông tin. Mọi người đều biết LBJ [Tổng thống Johnson] dễ thay đổi như thế nào. Anh ấy không thích đối phó với những điều không chắc chắn."

Hanyok đã đưa nghiên cứu của mình về Vịnh Bắc Bộ như một chương trong lịch sử tổng thể về sự tham gia của NSA và SIGINT của Mỹ, trong các cuộc Chiến tranh Đông Dương. Một phiên bản được cắt xén (những thông tin nhạy cảm) vừa phải của lịch sử tổng thể đã được Cơ quan An ninh Quốc gia phát hành vào tháng Một năm 2008 và được xuất bản bởi Liên đoàn các Nhà khoa học Hoa Kỳ.